# سراواله سکریویا
سراواله سکریویا (به ایتالیایی: Serravalle Scrivia) یک کومونه در ایتالیا است که در استان آلساندریا واقع شده‌است. سراواله سکریویا ۱۶٫۰ کیلومتر مربع مساحت و ۶٬۲۰۹ نفر جمعیت دارد و ۲۲۵ متر بالاتر از سطح دریا واقع شده‌است.